# Ной-Августусбург
Ной-Августусбург — дворец периода раннего барокко в немецком городе Вайсенфельс на юге федеральной земли Саксония-Анхальт. Между 1680 и 1746 годами он служил резиденцией саксен-вайсенфельдских герцогов. В настоящее время здесь располагается основанный в 1910 году музей региональной и городской истории (во дворце с 1964 года).

## Исторический очерк
Дворец на месте полностью разрушенного шведами в ходе Тридцатилетней войны замка был заложен в июле 1660 года администратором Магдебургского архиепископства герцогом Августом, изначально правившим из резиденции в Галле. При этом, поскольку по условиям Вестфальского договора земли Магдебургского архиепископства (в том числе город Галле) после смерти его последнего администратора должны были отойти курфюршеству Бранденбург, предполагают, что герцог Август затеял строительство, имя в виду в первую очередь своих наследников и потомков, которые не могли бы оставаться в Галле.
После смерти Августа в 1680 году в ещё незаконченном сооружении разместился двор его сына Иоганна Адольфа I, при котором в течение последующих 14 лет под руководством Иоганна Морица Рихтера (нем. Johann Moritz Richter, 1620—1667) и его сына строительные работы были доведены до конца.
В последующие десятилетия дворец стал центром духовной и культурной жизни, привлекая известнейших композиторов этой эпохи. Так, в придворной герцогской капелле в разное время состояли Иоганн Беер, Иоганн Филипп Кригер, Георг Филипп Телеман. По некоторым данным, именно в Ной-Августусбурге начали свои карьеры Фридерика Каролина Нойбер и Георг Фридрих Гендель, отец которого Георг был здесь лейб-медиком. Кроме того, Иоганн Себастиан Бах как минимум дважды (в 1713 и в 1725 годах) по заказу сочинял и исполнял кантаты для герцога Кристиана.
После смерти последнего саксен-вайсенфельдского герцога и, соответственно, пресечения секундогенитуры в 1746 году Вайсенфельс и Ной-Августусбург вернулись в состав саксонского курфюршества, вследствие чего дворец получил статус побочной резиденции и почти всё время пустовал.
По итогам Венского конгресса в 1815 году Вайсенфельс отошёл Пруссии, и дворец был приспособлен под казарму. В дальнейшем вплоть до 1920 года здесь размещалась прусская унтер-офицерская школа, которую затем сменило полицейское окружное управление.
После прихода к власти национал-социалистов Ной-Августусбург использовался тайной полицией ГЕСТАПО, и был в период с марта по август 1933 года местом сбора политических заключённых.
После окончания Второй мировой войны во дворце были размещены беженцы и вынужденные переселенцы из бывших восточных областей Германии.
Наконец, в 1960-х годах в здании были открыты профессиональное училище краеведения и Музей обуви ГДР (нем. Schuhmuseum der DDR).
С 1993 года Ной-Августусбург находится в управлении города Вайсенфельс, под началом которого была начата комплексная реставрация здания, и в 2007 году значительно расширена музейная экспозиция.

## Дворцовая церковь
Особую историко-культурную и художественную ценность представляет дворцовая церковь св. Троицы, сохранившаяся в практически неизменном виде со времён постройки Ной-Августусбурга, и являющаяся прекрасным образцом раннебарочной церковной архитектуры. Возведённая в качестве домашней капеллы с двухъярусными эмпорами для герцогской семьи, дворцовая церковь украшена многочисленными сценами на библейские сюжеты кисти Иоганна Освальда Хармса (нем. Johann Oswald Harms, 1643—1708).
Среди известных проповедников дворцовой церкви выделяются имена Иоганна Олеария (нем. Johannes Olearius, 1611—1684) и Эрдманна Ноймайстера (нем. Erdmann Neumeister, 1671—1756).
Под алтарём расположена обширная семейная усыпальница вайсенфельдских герцогов и членов их семей, захороненных в искусно украшенных деревянных и оловянных гробах-саркофагах. Открытая для посещений раз в месяц, она является важным памятником погребальной культуры эпохи барокко в Средней Германии.
С 1946 года дворцовая церковь регулярно используется евангелически-лютеранской общиной св. Троицы, принадлежащей к Независимой евангелически-лютеранской церкви, которая использует также ряд помещений в прилегающем северо-восточном крыле Ной-Августусбурга. Здесь располагается, кроме прочего, и суперинтендентура саксонско-тюрингенского церковного округа.